# Útok na tábor Silda
K útoku na indické bezpečnostní síly ve městě Silda došlo 15. února 2010. Několik desítek maoistických povstalců zaútočilo na indické bezpečnostní jednotky. Boje si vyžádaly 24 obětí na životech v řadách bezpečnostních složek a několik domnělých unesených, čímž byl útok tvrdou ránou vládnímu boji proti povstalcům. Podle odhadů ztratili povstalci během útoku 3 - 4 muže.